# 1937 în științifico-fantastic
- 1936 în științifico-fantastic — 1937 în științifico-fantastic — 1938 în științifico-fantastic

1937 în științifico-fantastic a implicat o serie de evenimente:
- octombrie - apare primul număr al revistei de scurtă durată Amateur Science Stories, cel mai notabilă pentru publicarea primelor povestiri ale lui Arthur C. Clarke: Travel by Wire!, Retreat from Earth și How We Went to Mars.

## Nașteri și decese

### Nașteri
- Jean-Pierre Andrevon
- Barrington J. Bayley (d. 2008)
- Anders Bodelsen
- Winfried Bruckner (d. 2003)
- Terry Carr (d. 1987)
- Walter Robert Fuchs (d. 1976)
- Jimmy Guieu, Pseudonimul lui Henri René Guieu (d. 2000)
- Hubert Horstmann
- Gérard Klein
- Glen A. Larson  (d. 2014)
- Peter Leukefeld (d. 1983)
- Donald J. Pfeil (d. 1989)
- Joanna Russ (d. 2011)
- Conrad Shepherd, Pseudonimul lui Konrad Schaef
- John Sladek (d. 2000)
- Emma Tennant (d. 2017)
- Adam Wiśniewski-Snerg (d. 1995)
- Roger Zelazny (d. 1995)

### Decese
- Evgheni Zamiatin (n. 1884)
- Mór Jókai de Ásva (n. 1825). A scris Óceánia (Oceania); Fekete gyémántok (Diamantele negre, 1870) sau Egész az északi polusig (Până la Polul Nord, 1876)[1]

## Cărți

### Romane
- Carson of Venus de Edgar Rice Burroughs. A treia carte din seria sa Amtor ori Venus
- Brynhild de H. G. Wells
- Star Begotten de H. G. Wells
- Star Maker de Olaf Stapledon
- Swastika Night de Katharine Burdekin, scris sub pseudonimul Murray Constantine

### Povestiri
- "By the Waters of Babylon" de Stephen Vincent Benét
- "The Isolinguals" de L. Sprague de Camp
- "The Shunned House" de H. P. Lovecraft (horror)
- "Travel by Wire!" de Arthur C. Clarke

## Filme
| Titlu             | Regizor          | Distribuție                               | Țara                                                  | Sub-Gen /Note |
| ----------------- | ---------------- | ----------------------------------------- | ----------------------------------------------------- | ------------- |
| Non-Stop New York | Robert Stevenson | John Loder, Anna Lee, Francis L. Sullivan | Regatul Unit al Marii Britanii și al Irlandei de Nord | [ 3 ]         |
|                   |                  |                                           |                                                       |               |